# Elmer Rice
Pour les articles homonymes, voir Rice.
Elmer Rice est un dramaturge, metteur en scène, producteur de théâtre, écrivain et scénariste américain, né Elmer Leopold Reizenstein le 28 septembre 1892 à New York (État de New York), mort le 8 mai 1967 à Southampton (Angleterre).

## Biographie
Très actif au théâtre, Elmer Rice écrit en 1914 On Trial, sa première pièce, créée à Broadway la même année, puis adaptée au cinéma à trois reprises. En 1929, Street Scene, l'une de ses pièces les plus connues (avec The Adding Machine de 1923), remporte le Prix Pulitzer ; en 1946, Rice est l'auteur du livret de Street Scene, adaptation de la pièce sous forme d'opéra (sous-titré "opéra américain"), dont la musique est de Kurt Weill ; la création de cette œuvre lyrique a lieu à Broadway début 1947 (dans l'intervalle, la pièce avait été adaptée au cinéma en 1931). En 1958, Rice écrit sa dernière pièce, Cue for Passion, également créée à Broadway, où le dramaturge est régulièrement représenté entre 1914 et 1958. De plus, il est metteur en scène et producteur de bon nombre de ses pièces (il mettra aussi en scène deux pièces de confrères). Parmi ses interprètes à Broadway, mentionnons Betty Field, sa seconde épouse (de 1942 à 1956).
Au cinéma, outre ses pièces adaptées, Elmer Rice est scénariste de deux films en 1921-1922 et auteur d'une adaptation pour un film musical — avec Fred Astaire — de 1942 (voir filmographie ci-après). Toujours au cinéma, Rice est personnifié en 1994 par Jon Favreau, dans Mrs Parker et le Cercle vicieux d'Alan Rudolph.
Elmer Rice a également écrit deux romans, publiés en 1937 et 1949, ainsi qu'une autobiographie, publiée en 1963 (voir rubrique "Œuvres littéraires" ci-dessous).

## Théâtre (sélection)
(pièces, comme auteur, sauf mention contraire)

### À Broadway
- 1914-1915 : On Trial
- 1917-1918 : The Home of the Free
- 1919-1920 : For the Defense, avec Richard Bennett, Louise Closser Hale
- 1921 : Wake Up, Jonathan ! (coauteur : Hatcher Hughes)
- 1922-1923 : It is the Law, avec Arthur Hohl
- 1923 : The Adding Machine, avec Edward G. Robinson
- 1924 : Close Harmony (coauteur : Dorothy Parker)
- 1924-1925 : The Mongrel, d'après un roman de Hermann Bahr (adaptation)
- 1928 : Cock Robin (coauteur : Philip Barry), avec Beulah Bondi, Howard Freeman
- 1929 : The Subway
- 1929 : See Naples and die, avec Claudette Colbert, Pedro de Cordoba (+ metteur en scène)
- 1929-1930 : Street Scene, avec Astrid Allwyn, Beulah Bondi, John Qualen (+ metteur en scène)
- 1931-1932 : The Left Bank, avec Katharine Alexander (+ metteur en scène et producteur)
- 1931-1933 : Counsellor-at-Law, avec Paul Muni (+ metteur en scène et producteur)
- 1932 : Black Sheep, avec Jean Adair, Mary Philips, Ann Shoemaker (+ metteur en scène et producteur)
- 1933 : We, the People, avec Alan Hale (+ metteur en scène et producteur)
- 1934 : Judgment Day, avec Vincent Sherman (+ metteur en scène et producteur)
- 1934 : Between Two Worlds, avec Joseph Schildkraut (+ metteur en scène et producteur)
- 1938-1939 : Abe Lincoln in Illinois de Robert E. Sherwood (adaptée au cinéma en 1940), avec Raymond Massey, Howard Da Silva, Joseph Wiseman (metteur en scène uniquement)
- 1938-1939 : American Landscape, avec Charles Dingle, Isobel Elsom, Charles Waldron (+ metteur en scène)
- 1940 : Two on an Island (+ musique de scène de Kurt Weill), avec Howard Da Silva, Betty Field, Martin Ritt (+ metteur en scène)
- 1940-1941 : Flight to the West, avec Betty Field, Paul Henreid, Karl Malden, Hugh Marlowe (+ metteur en scène)
- 1941 : The Talley Method de S.N. Behrman, avec Ina Claire, Philip Merivale (metteur en scène uniquement)
- 1942-1943 : Counsellor-at-Law, reprise, avec Paul Muni, Joseph Pevney
- 1943 : A New Life, avec Betty Field, John Ireland
- 1945-1946 : Dream Girl, avec Betty Field, Wendell Corey (+ metteur en scène)
- 1947 : Street Scene, opéra (drame musical), musique de Kurt Weill, lyrics de Langston Hughes, direction musicale Maurice Abravanel, avec Hope Emerson, Anne Jeffreys (librettiste : adaptation de sa pièce éponyme)
- 1951 : The Grand Tour (+ metteur en scène)
- 1954 : The Winner, avec Tom Helmore (+ metteur en scène)
- 1958 : Cue for Passion, costumes de Dorothy Jeakins, avec Lloyd Gough, John Kerr, Anne Revere (+ metteur en scène)

### À Londres
- 1923 : The Adding Machine, avec Raymond Massey
- 1932-1933 : The Left Bank
- 1935-1936 : Not for Children, avec Finlay Currie

### À Paris
- 1927 : La Machine à calculer, adaptation française de la pièce The Adding Machine, mise en scène de Gaston Baty (au Studio des Champs-Élysées)
- 1929 : Dans la rue, adaptation française par Francis Carco de la pièce Street Scene, avec Marguerite Moreno (à l'Apollo)

## Filmographie sélective

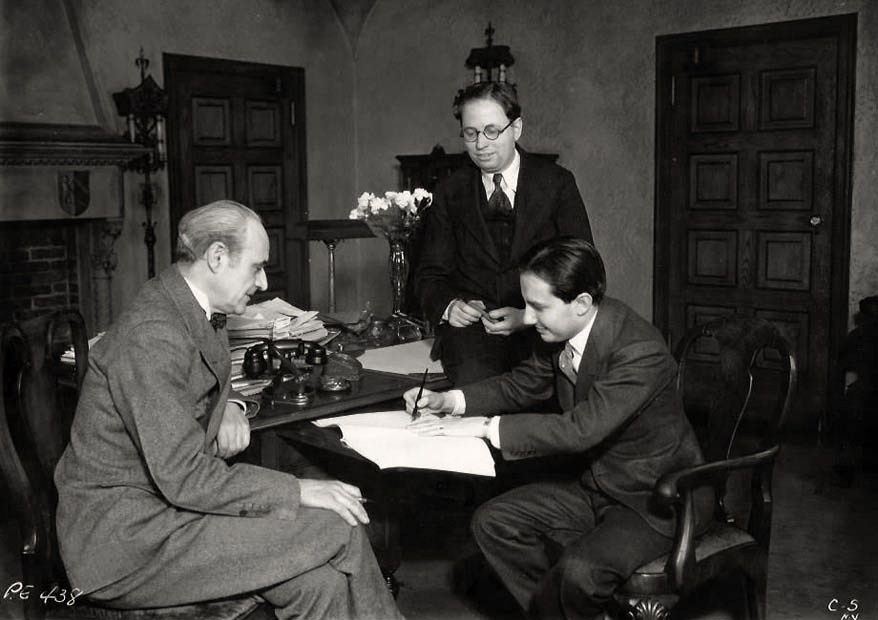
De g. à d. : Joseph P. Bickerton Jr. (producteur à Broadway), Elmer Rice et Carl Laemmle Jr. (producteur de cinéma), à la signature du contrat d'adaptation de la pièce Counsellor-at-Law (1933 ; titre français du film : Le Grand Avocat)

### Pièces adaptées
- 1917 : On Trial de James Young (première adaptation de la pièce éponyme)
- 1922 : For the Defense de Paul Powell (adaptation de la pièce éponyme)
- 1924 : It is the Law de J. Gordon Edwards (adaptation de la pièce éponyme)
- 1928 : On Trial d'Archie Mayo (deuxième adaptation de la pièce éponyme)
- 1930 : Oh, Sailor behave d'Archie Mayo (adaptation de la pièce See Naples and die)
- 1931 : Scène de la rue (Street Scene) de King Vidor (adaptation de la pièce éponyme, par l'auteur)
- 1933 : Le Grand Avocat (Counsellor at Law) de William Wyler (adaptation de la pièce Counsellor-at-Law)
- 1939 : On Trial de Terry O. Morse (troisième adaptation de la pièce éponyme)
- 1948 : Dream Girl de Mitchell Leisen (adaptation de la pièce éponyme)
- 1969 : The Adding Machine de Jerome Epstein (adaptation de la pièce éponyme)

### Autres contributions
- 1921 : À la manière de Roméo (Doubling for Romeo) de Clarence G. Badger (scénario)
- 1922 : La Crise du logement (Rent Free), de Howard Higgin (scénario)
- 1942 : L'amour chante et danse (Holiday Inn) de Mark Sandrich (adaptation)

## Œuvres littéraires
Sélection (pièces exclues)
- 1937 : Imperial City, Coward-McCann Inc., New York, 1937, 554 p. (roman)
- 1949 : The Show must go on, Viking Press, New York, 1949, 472 p. (roman)
- 1963 : Minority Report, Simon & Schuster, New York, 1963, 473 p. (autobiographie)

## Récompense
- 1929 : Prix Pulitzer de l'œuvre théâtrale pour Street Scene.